# Гаджано
Гаджано, Ґаджано (італ. Gaggiano) — муніципалітет в Італії, у регіоні Ломбардія,  метрополійне місто Мілан.
Гаджано розташоване на відстані близько 480 км на північний захід від Рима, 15 км на південний захід від Мілана.
Населення — 8974 особи (2012).

## Демографія
Населення за роками:

Станом на 1 січня 2023 року в муніципалітеті офіційно проживало 666 іноземців з 60 країн, серед них 123 громадяни країн Євросоюзу та 60 громадян України.

## Сусідні муніципалітети
- Альбаїрате
- Чизліано
- Кузаго
- Гудо-Вісконті
- Новільйо
- Розате
- Треццано-суль-Навільйо
- Вермеццо
- Цибідо-Сан-Джакомо